# Bouchy-Saint-Genest
Pour les articles homonymes, voir Bouchy et Saint-Genest.
Bouchy-Saint-Genest est une commune française, située dans le département de la Marne en région Grand Est.

## Géographie
|                        | Saint-Bon                 |                        |
| Villiers-Saint-Georges | Bouchy-Saint-Genest       | Les Essarts-le-Vicomte |
|                        | Louan-Villegruis-Fontaine | Nesle-la-Reposte       |

### Hydrographie

#### Réseau hydrographique
La commune est dans la région hydrographique « la Seine de sa source au confluent de l'Oise (exclu) » au sein du bassin Seine-Normandie. Elle est drainée par l'Aubetin, le cours d'eau 03 du Gravier, le Fossé 01 de Bouchy-le-Repos, le Fossé 01 de la Pièce de la Rivière, le Fossé 01 des Nouettes, le ru de Turenne et divers bras de l'Aubetin,.
L'Aubetin, d'une longueur de 61 km, prend sa source dans la commune de Louan-Villegruis-Fontaine et se jette  dans le Grand Morin à Pommeuse, après avoir traversé 15 communes. 

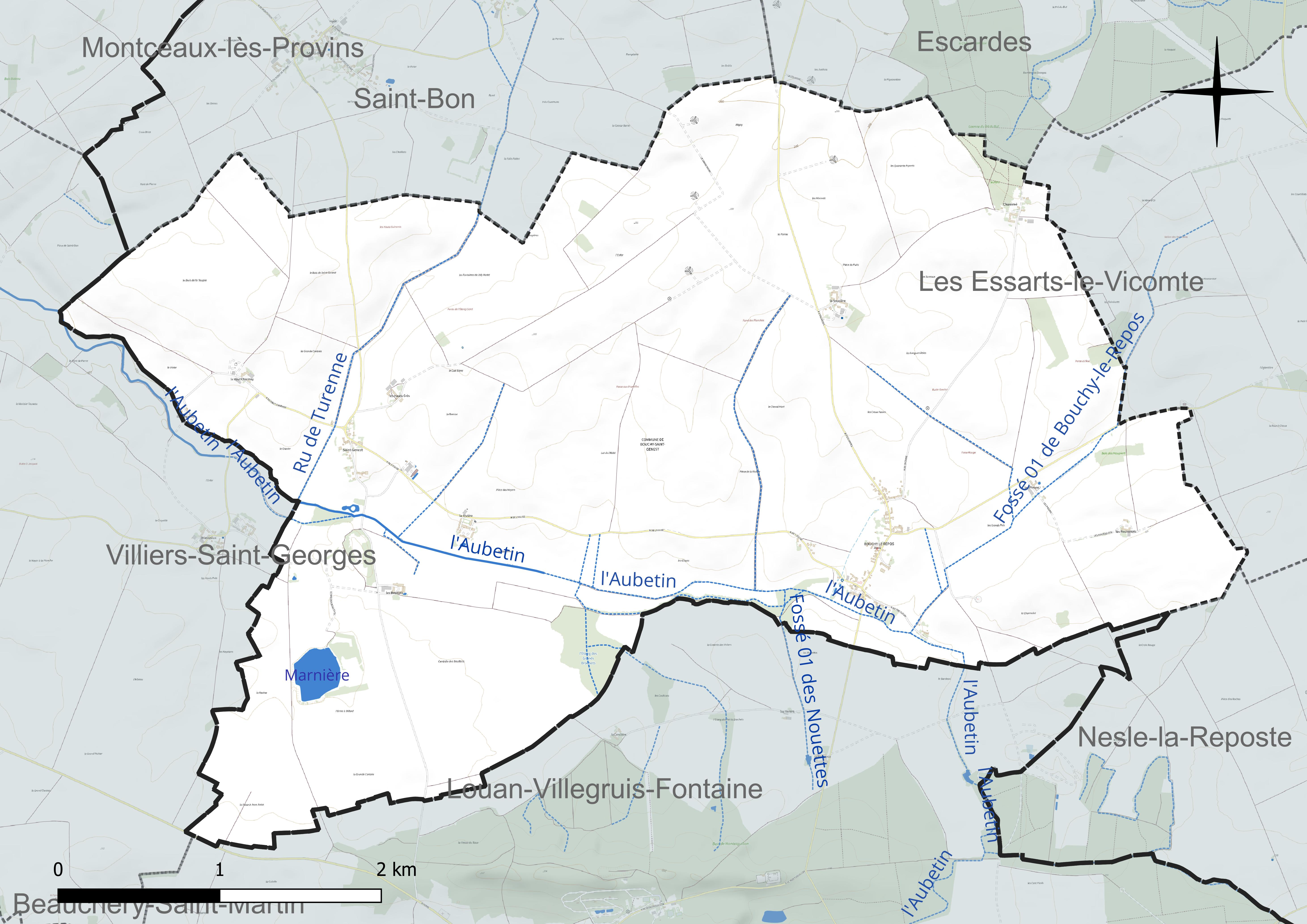
Réseau hydrographique de Bouchy-Saint-Genest.

Un plan d'eau complète le réseau hydrographique : Marnière (7 ha),.

#### Gestion et qualité des eaux
Le territoire communal est couvert par le schéma d'aménagement et de gestion des eaux (SAGE) « Petit et Grand Morin ». Ce document de planification concerne le territoire des bassins versants du Petit Morin (630 km2) et du Grand Morin (1 185 km2) et se répartit sur trois départements (la Marne, l'Aisne et la Seine-et-Marne). Il a été approuvé le 21 octobre 2016. La structure porteuse de l'élaboration et de la mise en œuvre est le Syndicat mixte d'aménagement et de gestion des eaux (SMAGE) - EPAGE. 
La qualité des cours d’eau peut être consultée sur un site dédié géré par les agences de l’eau et l’Agence française pour la biodiversité. 

### Climat
Pour des articles plus généraux, voir Climat du Grand Est et Climat de la Marne.
En 2010, le climat de la commune est de type climat océanique dégradé des plaines du Centre et du Nord, selon une étude du Centre national de la recherche scientifique s'appuyant sur une série de données couvrant la période 1971-2000. En 2020, Météo-France publie une typologie des climats de la France métropolitaine dans laquelle la commune est exposée à un climat océanique altéré et est dans la région climatique  Nord-est du bassin Parisien, caractérisée par un ensoleillement médiocre, une pluviométrie moyenne régulièrement répartie au cours de l’année et un hiver froid (3 °C). 
Pour la période 1971-2000, la température annuelle moyenne est de 10,4 °C, avec une amplitude thermique annuelle de 15,6 °C. Le cumul annuel moyen de précipitations est de 758 mm, avec 11,8 jours de précipitations en janvier et 8,1 jours en juillet. Pour la période 1991-2020, la température moyenne annuelle observée sur la station météorologique de Météo-France la plus proche, « Esternay-Man », sur la commune d'Esternay à 10 km à vol d'oiseau, est de 10,9 °C et le cumul annuel moyen de précipitations est de 780,5 mm. 
La température maximale relevée sur cette station est de 42,5 °C, atteinte le 25 juillet 2019 ; la température minimale est de −25 °C, atteinte le 14 février 1956,,. 
Les paramètres climatiques de la commune ont été estimés pour le milieu du siècle (2041-2070) selon différents scénarios d'émission de gaz à effet de serre à partir des nouvelles projections climatiques de référence DRIAS-2020. Ils sont consultables sur un site dédié publié par Météo-France en novembre 2022.

## Urbanisme

### Typologie
Au 1er janvier 2024, Bouchy-Saint-Genest est catégorisée commune rurale à habitat dispersé, selon la nouvelle grille communale de densité à sept niveaux définie par l'Insee en 2022.
Elle est située hors unité urbaine. Par ailleurs la commune fait partie de l'aire d'attraction de Paris, dont elle est une commune de la couronne,. 

### Occupation des sols
L'occupation des sols de la commune, telle qu'elle ressort de la base de données européenne d’occupation biophysique des sols Corine Land Cover (CLC), est marquée par l'importance des territoires agricoles (99,6 % en 2018), en augmentation par rapport à 1990 (98,1 %). La répartition détaillée en 2018 est la suivante : 
terres arables (99,6 %), forêts (0,4 %). L'évolution de l’occupation des sols de la commune et de ses infrastructures peut être observée sur les différentes représentations cartographiques du territoire : la carte de Cassini (XVIIIe siècle), la carte d'état-major (1820-1866) et les cartes ou photos aériennes de l'IGN pour la période actuelle (1950 à aujourd'hui).

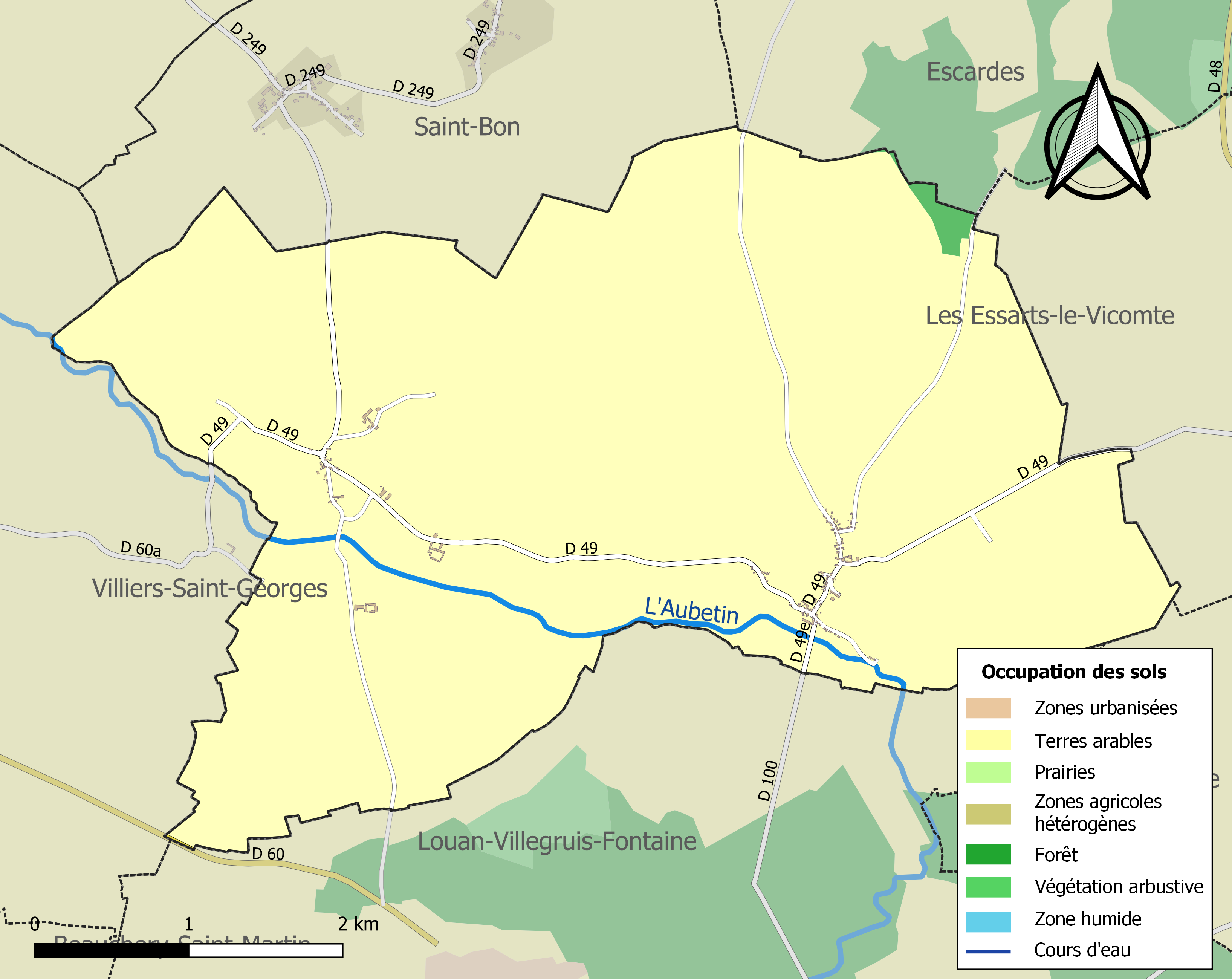
Carte des infrastructures et de l'occupation des sols de la commune en 2018 (CLC).

## Toponymie
Bouchy est attesté sous les formes Buccidum (859) ; Buxidus (860) ; Busseium (1171) ; Buissiacum (1213) ; Boissi (1213) ; Boussiacum, Boussyacum subtus Monte Acuto (1301) ; Boissy desouz Mont-Aguillon (1313) ; Baissiacum (1381) ; Boussy soubz Montaguillon (1404) ; Bouchiacum Absconditum (1443) ; Boissiacum (1457) ; Boyssy (xve siècle) ; Bussiacum (1784) ; Bouchy-le-Repos.

Le nom de la commune  provient du latin buxetum (« ensemble de buis »)
La commune de Bouchy-Saint-Genest est née de la fusion de Bouchy-le-Repos et de Saint-Genest en 1966.
Saint-Genest est attesté sous les formes Sain-Geneis (vers 1222) ; Saint-Genois (xve siècle) ; Pendant la Révolution française Saint-Genest s'appelait Montgenest.

Saint-Genest est un hagiotoponyme qui ferait référence à Genès de Rome.

## Histoire
Le nom « Bouchy-le-Repos » provient de l'histoire de Bertrand II, seigneur de Bouchy. En l'an 1203, celui-ci partit pour la quatrième croisade et ce fut un grand soulagement dans la contrée, car Bertrand était un mauvais coucheur, toujours en procès avec ses voisins. Mais partir pour la croisade coûtait cher pour un seigneur et il fallait être accompagné d'hommes d'armes en rapport avec sa fortune. Aussi, quand il revint, après sept ans et demi d'absence, sa fortune était dissipée et les biens et le domaine vendus. Sa femme Clotilde était décédée trois ans après son départ et les enfants partis ou disparus. Comme il était malade, un de ses anciens fermiers eut pitié et lui offrit l'hospitalité. Il mourut un an et demi après son retour et la ferme prit le nom de Bouchy le Repos. C'est autour de cette ferme que le village de Bouchy-le-Repos s'est formé.

## Politique et administration
| Période                                  | Période                      | Identité              | Étiquette | Qualité |
| ---------------------------------------- | ---------------------------- | --------------------- | --------- | ------- |
| Les données manquantes sont à compléter. |                              |                       |           |         |
| avant 1988                               | ?                            | Jacques Martin        |           |         |
| 2001                                     | 2007                         | Brigitte François     |           |         |
| 2007                                     | 2014                         | Denis Genisson        |           |         |
| 2014                                     | En cours (au 4 juillet 2014) | Jean-Michel Collignon |           |         |

## Démographie
L'évolution du nombre d'habitants est connue à travers les recensements de la population effectués dans la commune depuis 1793. Pour les communes de moins de 10 000 habitants, une enquête de recensement portant sur toute la population est réalisée tous les cinq ans, les populations de référence des années intermédiaires étant quant à elles estimées par interpolation ou extrapolation. Pour la commune, le premier recensement exhaustif entrant dans le cadre du nouveau dispositif a été réalisé en 2006.

En 2022, la commune comptait 210 habitants, en évolution de +6,6 % par rapport à 2016 (Marne : −1,19 %, France hors Mayotte : +2,11 %).
| 1793 | 1800 | 1806 | 1821 | 1831 | 1836 | 1841 | 1846 | 1851 |
| ---- | ---- | ---- | ---- | ---- | ---- | ---- | ---- | ---- |
| 146  | 171  | 182  | 153  | 196  | 228  | 235  | 286  | 304  |

| 1856 | 1861 | 1866 | 1872 | 1876 | 1881 | 1886 | 1891 | 1896 |
| ---- | ---- | ---- | ---- | ---- | ---- | ---- | ---- | ---- |
| 302  | 300  | 300  | 316  | 300  | 274  | 284  | 271  | 284  |

| 1901 | 1906 | 1911 | 1921 | 1926 | 1931 | 1936 | 1946 | 1954 |
| ---- | ---- | ---- | ---- | ---- | ---- | ---- | ---- | ---- |
| 228  | 240  | 245  | 233  | 194  | 203  | 184  | 206  | 182  |

| 1962 | 1968 | 1975 | 1982 | 1990 | 1999 | 2006 | 2011 | 2016 |
| ---- | ---- | ---- | ---- | ---- | ---- | ---- | ---- | ---- |
| 151  | 189  | 149  | 150  | 157  | 162  | 159  | 184  | 197  |

| 2021 | 2022 | - | - | - | - | - | - | - |
| ---- | ---- | - | - | - | - | - | - | - |
| 205  | 210  | - | - | - | - | - | - | - |

## Culture locale et patrimoine

### Héraldique
| Armes de Bouchy-Saint-Genest | Les armes de la commune se blasonnent ainsi : parti : au premier de sinople aux trois fasces d'argent, au chef engrêlé d'or, au second d'azur aux trois fleurs de lys d'or, au bâton en bande du même brochant sur le tout. |